# Malawiṭ Gharb
Malawiṭ Gharb es un distrito de la gobernación de Menia, Egipto. En julio de 2017 tenía una población estimada de 488 482 habitantes.
Se encuentra ubicado en el centro del país, cerca de la orilla occidental del río Nilo, y al sur de El Cairo.